# Samer
 Samer  es una población y comuna francesa, situada en la región de Norte-Paso de Calais, departamento de Paso de Calais, en el distrito de Boulogne-sur-Mer y cantón de Samer.

## Demografía
| 2563 | 2675 | 2845 | 2930 | 3026 | 3105 |
| Para los censos de 1962 a 1999 la población legal corresponde a la población sin duplicidades (Fuente: INSEE [Consultar]) |      |      |      |      |      |

## Personalidades de la comuna
- Jean Mouton: (Jean de Hollingue era su nombre real) Compositor del Renacimiento, nacido en Samer.
- Eustaquio I de Boulogne: Conde de Boulogne, enterrado en Samer.
- Jean-Charles Cazin: Pintor paisajista del siglo XIX, nacido en Samer.